# Halmos László
Halmos László (Nagyvárad, 1909. november 10. – Győr, 1997. január 26.) magyar zeneszerző, karnagy.

## Életpályája
Középiskolai tanulmányai befejeztével a budapesti Zeneakadémián tanult orgona és egyházzene szakon, valamint Siklós Albertnél zeneszerzést. 1931 augusztusában Győrbe költözött, ahol élete végéig alkotott és szolgálta az egyházzene ügyét. Zeneszerző, karnagy, tanár. 1931. augusztus 1-től a győri székesegyház karnagya lett, és a hittudományi főiskolán, majd a városi zeneiskolában tanári megbízatást is kapott. Megalapította a Palestrina kórust, melynek széles repertoárt határozott meg Palestrinától Kodályig egészen az új magyar zenéig. Eredeti intonációjú Te Deumját Bárdos Lajos mutatta be a magyar rádióban 1934-ben. 1936 októberében Frankfurtban megrendezett Modern Egyházzenei Hét programján, Halmos László: Barbár miséje nagy sikert aratott. Halmos László zeneszerzői útja tovább szélesedik a népdal szellemében írt műdalokig, melynek következtében a magyar és idegen költők verseire komponált hatalmas méretű kóruskompozíciók születnek. 
Hatalmas, szinte valószínűtlenül gazdag életútja során a Győri Palestrina kórust 1931-től 1953-ig vezette. 1932-ben alapította és tíz éven át vezette a győri napközi otthonok száztagú Pacsirta Gyermekkarát. 1936-tól 1946-ig vezette a Győri Ének- és Zeneegylet vegyeskarát és női kamarakórusát, az utolsó években zenekarát is (ebből alakult később a Győri Filharmonikus Zenekar). 1938-ban alapította meg a Rihards-gyár énekkarát, amelyet 1971-ig vezetett. Megszervezte a győri Selyemgyár női karát, vezette a győri Iparos Dalkör férfikarát. 1945 után szervezte az akkor alakult zenekonzervatórium tanáraként annak kórusát, az Olajgyár és a Gráb-gyár vegyeskarát, majd a Szakszervezetek Győr-Sopron megyei Kultúrotthona énekkarát. Később vezette még a nyomdavállalt vegyeskarát, a honvédség férfikarát, a pedagógusok énekkarát. Megszervezte és vezette a Nemzeti Bank énekkarát, a mosonmagyaróvári tanács vegyeskarát, a Kossuth Lajos Gimnázium és az Agrártudományi Főiskola kórusait, valamint a Győri Járási Tanács Zenekarát. Igen jelentős a Győri Ének- és Zeneegyletben kifejtett tízéves karnagyi, szervezői munkássága. 
Negyvenéves pedagógus pályája során tanított általános és középiskolában, tanítóképzőben, zenekonzervatóriumban, főiskolán. Növendékei közül számos zenetanár, karnagy, előadóművész, zeneszerző került ki; Mintegy 2000 művet komponált,  kantáták, szimfonikus és kamarazene művek, zongora-orgona darabok, dalok és főleg kórusművek vannak. A vokális művek többségben vannak amik egyházzene jellegűek (motetták, kantáták, magyar-latin misék, ordináriumok). Egyházi művei 700-ra rúg. Ezen nagy életművek közül 1945 után sokáig egy sem jelent meg nyomtatásban. Az 1950-es években koholt vádakkal másfél éves kényszermunkára ítélték. Sok darabját kiadták, bár főleg külföldön. A sors különös fintora, hogy külföldön, -elsősorban Németországban- sokkal ismertebb volt mint itthon. Ez részben talán annak is "köszönhető", hogy itthon egyházi tevékenységéért a kommunista diktatúra meghurcolta. Halála után 20 évvel is ('97-ben hunyt el) ismerik még külföldön. 
Hoffmann László ismert orgonaművész, egyházzenész és nagyon jó pedagógus, felkarolta Halmos László zenei hagyatékát a 2000-es évek elején. Mint ahogy említettük Halmos László a szocialista időkben ugyan ismert zeneszerző volt Győrben, de egyházzenei művei miatt nem volt népszerű. Halála után emléke hamar feledésbe merült, és az évek során ezek a zenedarabok elvesztek volna, ha Hoffmann László tanár úr fáradhatatlan kutatómunkával össze nem gyűjti őket. Halmos művei most rendszerezve megtalálhatók a győri Richter-gyűjteményben. A zeneszerző hagyatékának rendezése nyomán kötetben adta ki egyházi kórusműveit, a karmelita templom kórusával pedig CD-t készített énekkari darabjaiból.

## Díjak, elismerések

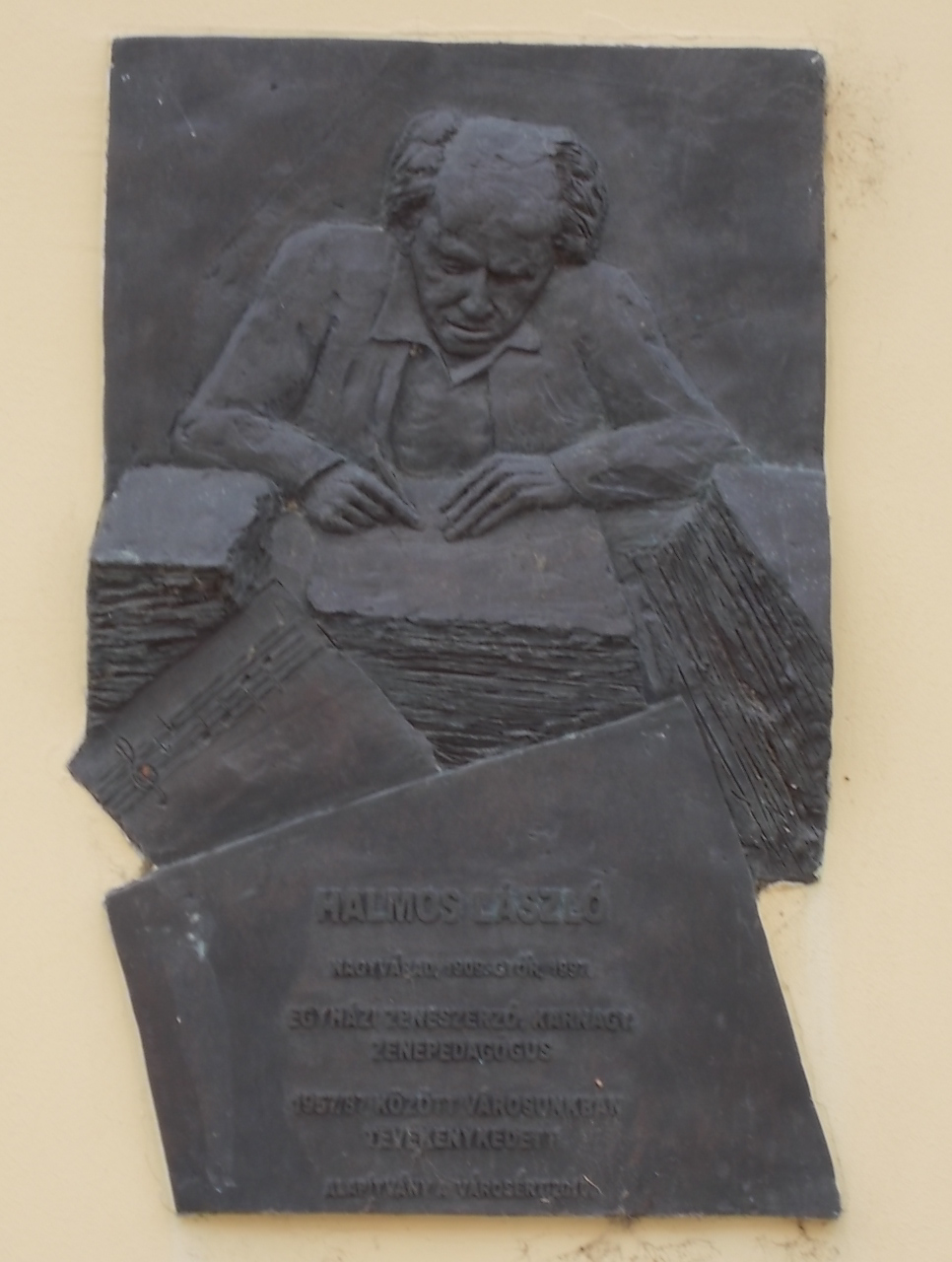
Halmos László domborműves emléktáblája Magyaróvár városrészen

- Szent Szilveszter Pápa Lovagrend (1990)
- A Magyar Köztársasági Érdemrend középkeresztje (1992)
- Győr város Díszpolgára (1994)

## Főbb művei
- Missa barbara (Barbár mise)
- Missa e Sole (Napmise)
- Karácsonyi mise
- Pannonhalmi mise
- H moll mise
- Te Deum
- misék, motetták
- oratóriumok, kantáták
- kórusművek
- magyar és külföldi költők verseire szerzett dalok.